# Zeche Rheinbaben
Die Zeche Rheinbaben war ein Steinkohlen-Bergwerk in Bottrop.

## Geschichte
Im Jahre 1894 fassten mehrere Einzelgewerken ihren Feldesbesitz unter der Stadtgrenze zwischen Bottrop und Gladbeck zusammen und gründeten die Gewerkschaft Vereinigte Gladbeck.
Diese begann 1895 in Rentfort mit dem Abteufen der Doppelschachtanlage Thyssen und 1897 in Bottrop-Eigen mit der Doppelschachtanlage Professor. Da die Gewerkschaft die beiden Felder unter dem Namen Zeche Vereinigte Gladbeck zusammengefasst hatte, wurden die Professor-Schächte auch mit der Schachtnumerierung Schacht 3/4 versehen. Das wurde über die gesamte Lebensdauer der Zeche so beibehalten.
1901 ging die Schachtanlage Professor 3/4 in Förderung. Im selben Jahr gründete der preußische Staat die Bergwerks-AG Recklinghausen, die neben einigen anderen Grubenfeldern am Nordrand des Ruhrgebietes auch die Zeche Ver. Gladbeck übernahm. Die Schachtanlage Professor 3/4 wurde nach dem vormaligen preußischen Finanzminister Georg Freiherr von Rheinbaben in Rheinbabenschächte umbenannt. Die Anlage wurde mit zwei identischen deutschen Strebengerüsten ausgestattet und weiträumig ausgebaut. Ab 1905 wurde die Bergwerks-AG Recklinghausen in Personalunion mit der Hibernia AG geleitet. Diese führte die Zeche Rheinbaben zusammen mit der Zeche Möller (ehemals Thyssen 1/2) als Berginspektion 2. 1912 wurde auf Rheinbaben eine Kokerei in Betrieb genommen.
1927 wurde die Bergwerks-AG Recklinghausen komplett von der Hibernia AG übernommen. Die Berginspektion 2 wurde in Bergwerk Gladbeck mit den eigenständigen Werksdirektionen Möller und Rheinbaben getrennt. Die Kokereien beider Schachtanlagen wurden schrittweise stillgelegt. Ab 1936 wurden beide Schachtanlagen als Einzelzechen fortgeführt. Der Schacht Rheinbaben 3 wurde mit einem neuen vollwandigen Fördergerüst versehen und zum Förderschacht für Großraumförderung ausgebaut. Ferner wurden die Aufbereitungsanlagen umfassend ausgebaut. Die jährliche Förderung der Zeche Rheinbaben betrug 900.000 Tonnen Kohle.
Ab 1940 wurde die auf Möller gewonnene Kohle auf Rheinbaben 3 gefördert, um die neuen Aufbereitungsanlagen mit nutzen zu können. Die Zeche Möller wurde allerdings als selbständiger Grubenbetrieb fortgeführt. Bedingt durch schwere Bombenschäden auf der Zeche Rheinbaben musste die Zeche Möller 1945 die Förderung zeitweise wieder übernehmen. Ab 1947 wurde wieder die Förderung wie im Vorkriegsstatus betrieben.

## Stilllegung
Im Rahmen der Kohlekrise fasste die Hibernia AG die beiden Schachtanlagen endgültig zum Verbundbergwerk Möller/Rheinbaben zusammen. Nach einer Lagerstättenbewertung und der Vorlegung eines Sozialplanes wurde für 1967 die Stilllegung des Verbundbergwerks beantragt und am 31. März des Jahres durchgeführt.
Die Proteste gegen die Schließung blieben erfolglos.
Die Schächte Rheinbaben 3/4 wurden der Zeche Mathias Stinnes als Wetterschächte angeschlossen. Dort verblieben sie bis zur Stilllegung dieses Bergwerks.

## Heutiger Zustand

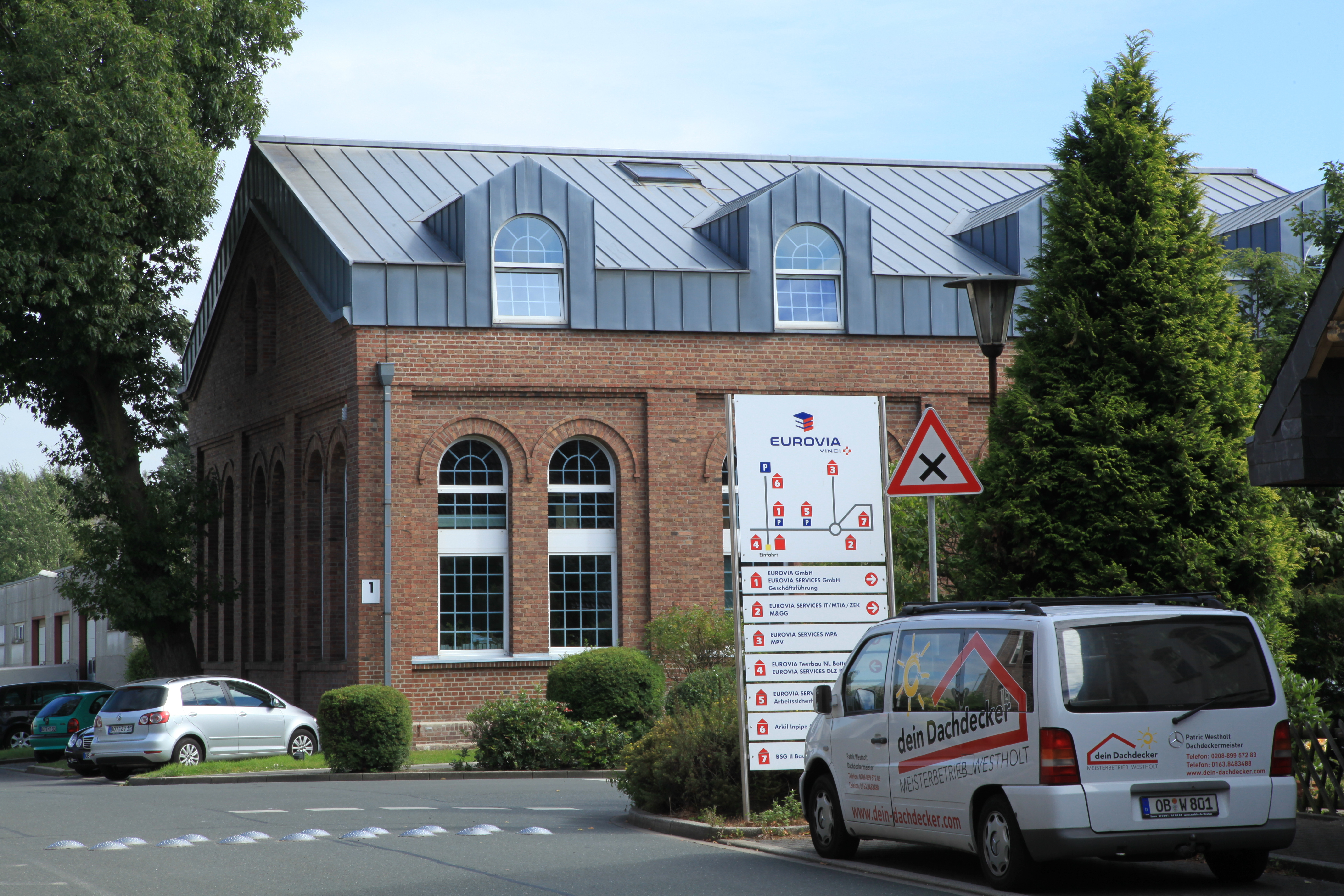
Umgebautes und neu genutztes Maschinenhaus

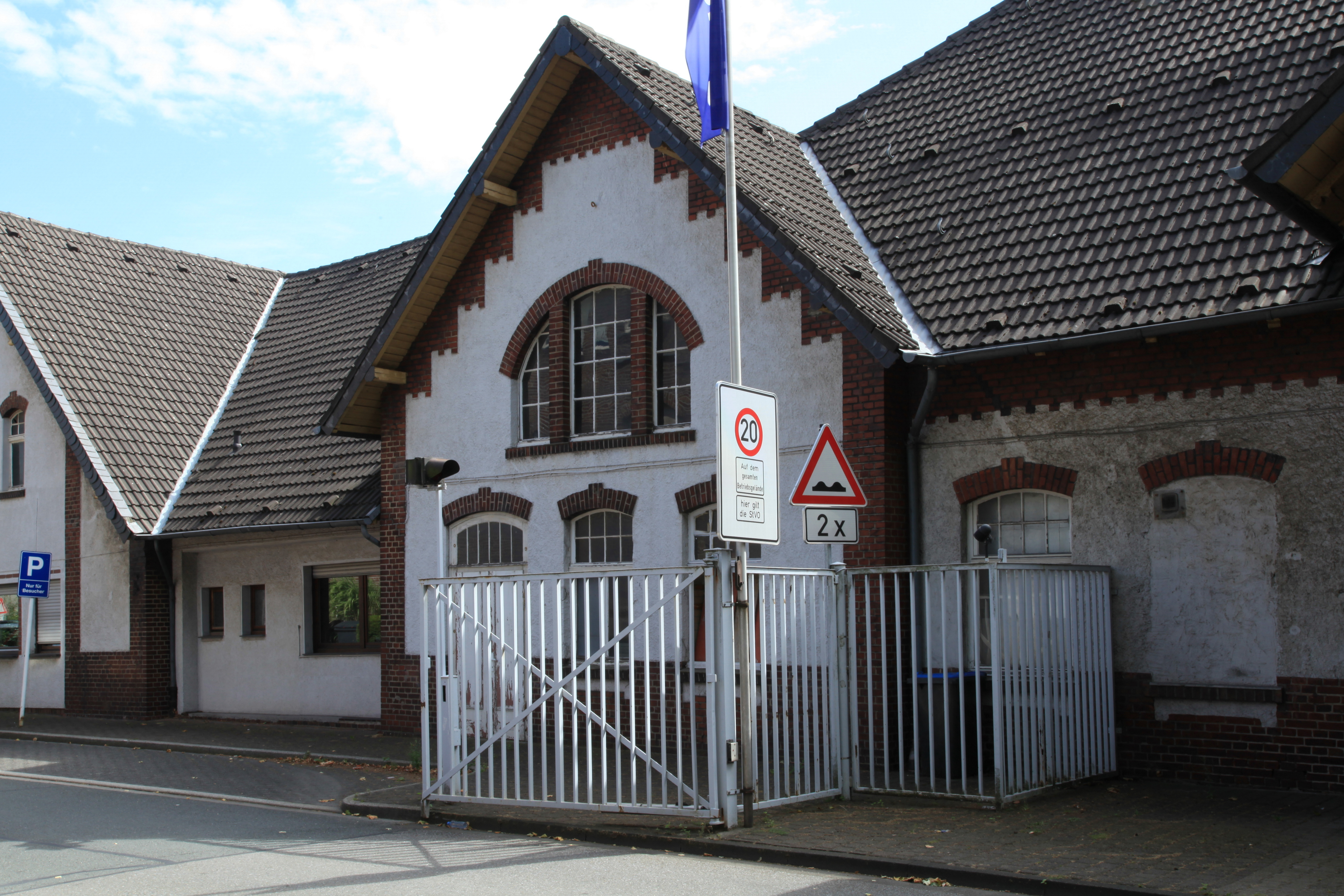
Altes Torhaus der Zeche

Das gesamte weiträumige Zechenareal beherbergt heute ein Gewerbegebiet. Von den damaligen Zechengebäuden sind mit neuer Nutzung noch ein Verwaltungsgebäude, ein Maschinenhaus und ein Torhaus vorhanden. An den Standorten der ehemaligen Schächte weisen keine Spuren auf diese hin.